# 施蘭根巴赫河 (阿爾特米爾河支流)
49°05′13″N 10°47′22″E / 49.086937°N 10.789433°E
施蘭根巴赫河是德國的河流，位於該國東南部，由巴伐利亞負責管轄，屬於阿爾特米爾河的右支流，河道全長6.9公里，流域面積14.1平方公里。